# Арцеулов Костянтин Костянтинович
Костянти́н Костянти́нович Арцеу́лов  (*17 (29) травня 1891, Ялта, Крим — †18 березня 1980, Москва) — російський і радянський льотчик, планерист, художник. Уперше в історії російської авіації виконав фігуру вищого пілотажу «штопор» (1916). Засновник радянського планеризму.

## Біографічні відомості

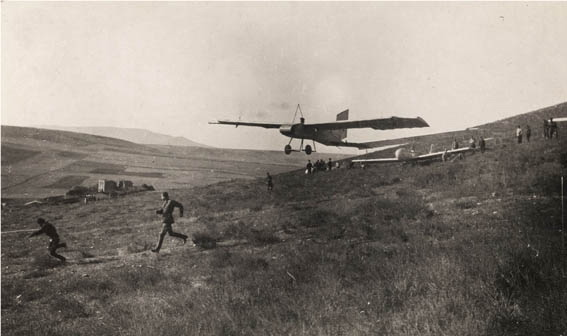
Планер А-5 К. К. Арцеулова в польоті, листопад 1923 року, Узун-Сирт, I Всесоюзні планерні випробування. РГАНТД. Ф.348. Оп.3. Д.146. Л.6об.

Народився в родині доньки відомого живописця-мариніста Івана Айвазовського.
Навчався в Морському кадетському корпусі, льотній школі. Він був першопрохідцем у багатьох сферах: став льотчиком із посвідченням № 45 в Російській імперії, вперше провів аерофотозйомку. У радянські часи йому видали посвідчення льотчика-повітроплавця № 1.
Учасник Першої світової війни, служив в авіації. Провів 21 розвідувальний політ у 1915 р. і 17 вильотів на винищувачі у 1916 р. Від 1916 року — начальник відділення з підготовки льотчиків-винищувачів у Севастопольській школі авіації.
Від 1918 року — у Червоній армії. Вчитель Валерія Чкалова. У 1922 році спроектував планер А-5. У 1923 випробував перший радянський винищувач І-1, створений колективом конструкторів під керівництвом М. М. Полікарпова.
1933 року засланий в Архангельськ. Термін заслання закінчився 1937 року, але тільки з 1947 р. йому було дозволено жити в Москві.
У 1940-х роках відійшов від роботи в авіації. Працював художником-ілюстратором (член Спілки художників СРСР). Ілюстратор книжок, журналів «Техника-Молодежи», «Моделист-конструктор».

## Ресурси Інтернету
- Хронос. Арцеулов Костянтин Костянтинович[недоступне посилання](рос.)
- Філателістичний каталог. Льотчики. Арцеулов Костянтин Костянтинович(рос.)